# هاي سكول دي اكس دي
هاي سكول دي اكس دي (باليابانية: ハイスクールD×D) (بالإنجلزية: High School DxD) رواية خفيفة يابانية من تأليف إيشي إيشيبومي ورسم مياما زيرو. الرواية بدأ نشرها في عام 2008. اقتبست الرواية إلى مانغا في عام 2010، وإلى مسلسل أنمي تلفزيوني من انتاج تي أن كاي في عام 2012 وجدد لموسم ثاني في 2013 وموسم ثالث في 2015 وموسم رابع في 2018.

## القصة
القصة تدور حول شاب اسمة «ايسي هيدو» هو فتي غبي ومنحرف في السنة الثانية في الثانوية. عندما خرج بموعد مع أول صديقة «اسانو يوما» يقتل على يدها. ويتم بعثه كشيطان، ومنذ ذلك اليوم، أصبح بمثابة تابعاً لـ «رياس غريموري»، وهي وريثة عشيرة غريموري واميرة الدمار القرمزية، وهي أيضا أجمل فتاة في المدرسة الثانوية.

## وصلات خارجية
- الموقع الرسمي
- هاي سكول دي اكس دي على موقع ANN manga (الإنجليزية)
- هاي سكول دي اكس دي على موقع ANN manga (الإنجليزية)

لم يتم العثور على روابط لمواقع التواصل الاجتماعي.